# Closterotomus fulvomaculatus
Closterotomus fulvomaculatus is een wants uit de familie van de blindwantsen (Miridae). De soort werd het eerst wetenschappelijk beschreven door Charles De Geer in 1773. 

## Uiterlijk
De 6 tot 7 mm lange, geelbruine tot zwartbruine wants is bedekt met lichte haartjes en heeft strepen in de lengte van het halsschild. De bruine voorvleugels eindigen in een geelachtige cuneus met een zwarte top. De vrij lange achterpoten zijn lichtbruin met donkere vlekken op de dijen en zwarte stekels op de schenen. De lange, dunne antennes zijn bruingeel, de tweede en derde segment zijn gedeeltelijk donker en het vierde segment is zwart. 

## Leefwijze
De soort kent één generatie per jaar en overwintert als eitje. De volwassen dieren worden van mei tot augustus waargenomen vooral op sporkehout (Rhamnus frangula) maar ook op andere planten zoals braam en berk. Regelmatig worden ook bladluizen gegeten.

## Leefgebied
In Nederland komt de wants algemeen voor behalve in het uiterste noorden en op de waddeneilanden. Verder strekt het verspreidingsgebied zich uit tot Europa, Azië en Noord-Amerika.